# Ungom
Les Ungom, appelés Akélé, forment une population bantoue d'Afrique centrale, aujourd'hui dispersée à travers le Gabon.

## Ethnonyme
Selon les sources l'ethnonyme « Ungom » ou « Ongom » est le terme générique utilisé par la plupart des Ungom pour se désigner eux-mêmes. Toutefois c'est pendant la colonisation que les populations Ungom ont commencé à être appelées « Akélé » ou « Bakélé » par l’administration coloniale. Pour bien comprendre l’ethnonyme Ungom ainsi que celui qui lui a été substitué, c’est-à-dire « Akélé » citons in extenso Ngolet.
Leur langue Ungom ou Akélé. On trouve des personnes parlant l'Akélé dans les provinces du Moyen-Ogooué, de la Ngounié, de l'Ogooué-Lolo, du Haut-Ogooué, de l'Ogooué-Ivindo et de l'Estuaire. On trouve en effet des locuteurs dans le Moyen-Ogooué, autour de Lambaréné, dans le sud de la Ngounié et au nord de Sindara, à Mouila, Mimongo, dans le sud-est de Mbigou, dans les districts de Koulamoutou, de Booué, de Lastoursville, à l'ouest et à l'est de l'Ogooué, près du confluent de la Sébé, dans le district de Franceville et celui de Mékambo.
Ce groupe ethnolinguistique se trouve à peu près dans sept provinces du Gabon, sous appellations toutes différentes selon les régions qu'ils occupent. On les appelle Akélé dans le Haut-Ogooué, Mbahouin dans le Moyen-Ogooué, Akélé dans la Ngounié, Kélé ou Bakélé à Fougamou, Mouila, et Mimongo, ou Toumbidi à Mbigou et à Malinga. Dans l'Ogooué-Ivindo, on appelle les Ongom ; dans l'Ogooué-Lolo, ils sont aussi Bakélé. Enfin, dans l'Ogooué-Maritime, ils sont appelés Akélé. Leur appellation d'origine est « Ongom ».
La langue est considérée comme menacée,.

## Histoire
François Ngolet (1998) historien gabonais, est le premier avoir reconstitué les schémas migratoires du peuple Ungom (ou Akélé) du Gabon. nous retenons que l'ethnonyme Ungom puise son origine de l'expression « Wonbe ya Ongom », qui signifie « temps de guerres » ou « peuples de guerre ». En croisant les données des traditions orales ungom avec les données des sources historiques, il indique ainsi qu'après leur implantation dans la région de la Lopé, les clans ungom eurent des relations d'alliance avec les Okandé et les Simba . Des mariages entre ces groupes et les Ungom émergèrent un sous-groupe ungom connu sous l'appellation « Odiazé » (« les mangeurs »). Poursuivant leurs migrations, certains Ungom installés à la Lopé iront vers les rivières Djaddié et Djouha. Ces clans s'installèrent à proximité des groupes Kota, Mahongwé et des groupes pygmées (très probablement des groupes Bakoya). Un autre groupe clanique dit Legionga (« les tueurs », à cause de leur amour pour la guerre) a pris la direction de l'Est et s'est répandu entre le haut Offoué et la région de la Bouenguidi. Ces sous-groupes ungom côtoyaient les Nzébi, les Adouma et les Pove.
D'autres clans ungom émigrèrent en direction de la région de la Mpassa et Lékoni. Ce groupe est connu sous l'appellation de Mbangwe ou Mbahouin en référence aux différentes marques qui servaient de boussole pour s'orienter dans l'espace. Le clan Izombo doit son nom à la « sagesse » qu'incarnait le chef (akapa) de la société initiatique Ndokwè qui le conduisit. Les Izombo sont ces Ungom qui immigrèrent et allèrent s'installer vers le Haut-Nyanga. Une autre partie de ce groupe alla du Haut-Nyanga  pour s'installer à la partie supérieure de la rivière Ngounié. Ce sous-groupe est connu sous l'appellation d'Osandé (« hommes de voyage »), un nom qu'ils ont reçu en raison de leur mobilité fréquente.
De la Lopé , un grand nombre de clans ungom se déplacèrent pour s'installer sur les rives des rivières Mvily et Mandjibé. Ceux qui émigrèrent vers le Sud-Est abordèrent les rives de la Ngounié. D'autres franchirent le fleuve Ogooué et s'installèrent à Ndjolé. Les clans ungom qui sont descendus en aval de l'Ogooué on atteint le lac Zilè, non loin de Lambaréné ; d'autres allèrent s'établir dans les lacs Sud de la province du Moyen-Ogooué, ce sont les sous-groupes Ntombolo, qui doivent leur nom à un poisson (la lotte). De Ndjolé, certains Ungom vont se déplacer et atteindre les rives du Komo et de la Rembouè dans la province de l'Estuaire ; ce sont les sous-groupes Nkomo qui baptiseront le fleuve Komo de leur appellation.
Le sous-groupes Ungom qui a émigré de la Lopé constitue ceux des Ungom qui se sont fragmentés sur l'ensemble du bassin de l'Ogooué, probablement entre le XVIIe et le XVIIIe siècles. L'identification de ces sous-groupes par leurs appellations endogènes est aussi d'un apport majeur dans la connaissance des composantes linguistiques Ungom, qui reste à établir pour espérer connaître la proto langue de ce groupe. On note de même que l'ensemble des données historiques avancées par François Ngolet se croise aisément avec les données cartographiques.
Par rapport aux migrations des populations ungom, il existe une documentation relativement importante. Pour De Brazza (1879 : 13), l’origine des Ungom (ou Ba-Kalais suivant la terminologie de l’époque) se situe près des sources de la rivière Likwala (actuel Congo Brazzaville).
Par contre, Braouezec (1861 : 345), situe le foyer d’origine des Ungom sur la rive gauche de l’Ogooué. Il en est de même pour Barrat qui mentionne que les Ungom sont partis de la rivière Sébé (Sud-Est Gabon) pour occuper tour à tour le Bas-Ogooué, le Rembo-Nkomi (ou Rhamboé selon la terminologie de Barrat, 1896 : 154), le Como et le Gabon (il s’agit à l’époque de l’actuelle province de l’Estuaire).

## Culture
Les Akélé pratiquent plusieurs rites initiatiques :

### Chakouè(La circoncision)
La circoncision est un rite de passage au cours duquel les Ungom passent de l'enfance à l'âge adulte.
Chez les Ungom de Mekambo, il s'agit de soustraire plus que la peau qui recouvre le gland avec un couteau spécial consacré. Pour arriver à cette étape, il y a tout un parcours préparatoire, des consignes et des règles à respecter. Elles requièrent des aptitudes physiques et mentales de l'impétrant.
Une fois circoncis, on est un peu comme dans la situation de celui qui a réussi son examen de bac. Il est bachelier, mais cela ne fait pas de lui ipso facto un étudiant. Pour acquérir ce statut, il faut que l'intéressé s'inscrive dans un établissement d'enseignement supérieur. Par la circoncision, on a certes franchi la porte d'entrée de l'édifice qui abrite le Mungala, mais on n'est pas encore dans le grand sanctuaire, là où sont enseignés les mystères ; on est plutôt dans l'antichambre qui y mène.

### Mungala
Le Mungala, c'est donc bien plus que les manifestations publiques servies aux profanes. À l'intérieur, on trouve tout un ordre hiérarchique, toute une organisation avec des codes, des enseignements et pratiques qui se rapportent à de nombreux domaines: la morale, la thérapeutique (pour traiter certaines maladies graves ou pour modifier des états de conscience), la sécurité des biens et des personnes, la justice, la maîtrise de la matière, les relations avec l'environnement, etc.
La circoncision adossée au Mungala constitue certes une étape importante de la vie du jeune homme dans le processus d'intégration sociale, mais cela ne fait pas encore de lui le dépositaire des savoirs et pratiques essentiels de ce rite. Réalisée selon le protocole traditionnel en vigueur, elle est juste une des conditions en vue de l'acquisition du statut de « véritable » initié au Mungala. 

### Ahouka, passionné des arts et savoirs anciens
Matcholé et Makoma. Ces deux rites préparent l’impétrant à accéder à un savoir initiatique. Chakouè nécessite du candidat force et courage et détermination.
Ondoukouè est un rite initiatique strictement réservé aux hommes, mais sélectif. Pour y être admis, il fallait répondre à certains critères tels la robustesse et appartenir au clan fondateur de ce rite lequel formait des guerriers. Aujourd’hui ce n'est plus le cas.
Léchembé est un rite initiatique strictement réservé aux jeunes femmes.

## Présentation des langues parlées
Il est possible de parler de l'existence d'une ethnie Ongom avant le XIXe siècle, si par ethnie on entend un groupe d'individus qui ont la conscience d'appartenir à la même entité sociale. Les Ongom tirent leur nom de la phrase Wombe ya Ongom, qui signifie « temps de guerre », ou « peuple de guerre » ; et, malgré leur dispersion à travers le bassin de l'Ogooué, les membres de ces clans gardaient toujours un fort sentiment d'appartenance au même plus grande entité ethnique — mais le processus de création de la conscience de l'ethnie Ongom était lui-même lié à leurs migrations dans le bassin de l'Ogooué. Les Ongom ont probablement quitté les sources de l'Ogooué, leur zone d'origine, vers le XVIIe siècle, attirés par la traite atlantique des esclaves qui se pratiquait dans les régions côtières.
Pour les Ungom, il y a donc une seule langue, l’ungom, ainsi que onze parlers ou dialectes de l’ungom. Ces parlers ungom (glossonymes), mais aussi les ethnonymes ungom, se rencontrent avec des noms endogènes différents en fonction de la province dans laquelle on se trouve,.
Dans la province de l’Estuaire, nkomo est non seulement le nom endogène des Ungom mais également leur glossonyme, en raison de leur établissement autour du fleuve Como.
Dans la province du Haut-Ogooué, mbahouin (dans les villes de Franceville, Moanda, et Boumango ainsi que dans les villages Villebangoué9, Bibassa, Yéné, Bignomi, Doumaï, Mossètè, Lendoundoungou, Djoutou, Mouyabi, Lekolo, Idjiba, Ndoubi) est le glossonyme et le nom endogène des Ungom.
Dans la province de l’Ogooué-Maritime, nkomo est également le toponyme, le glossonyme ainsi que le nom endogène des Ungom.
Dans la province de la Ngounié (à Malinga notamment), le terme mintumbidi est à la fois l’ethnonyme et le glossonyme des Ungom. À Mimongo, dans la région de la rivière Ikoy, l’ungom est connu sous l’appellation usandé. Par contre, à Mbigou, le parler ungom se nomme legionga. À Malinga et surtout à Nzénzélé, le parler ungom est appelé iyumbu/ilumbu.
Enfin, à Mbigou, l’appellation sha mpitu est utilisée à la fois comme clanyme et glossonyme.
Dans la province de l’Ogooué-Ivindo, shaké (Booué, Lalara), ndambomo (Lalara, Junckville), mouèssa (Mékambo), mbahouin (les villages, Lopé-village, Lopé-Kassa Mabika, Kassa Mabika, Congo Mboumba, Bandondo et Makogué) sont à la fois les glossonymes et les noms endogènes des Ungom.

## Migration des populations Ungom[13](Yangari, 2014: 11)

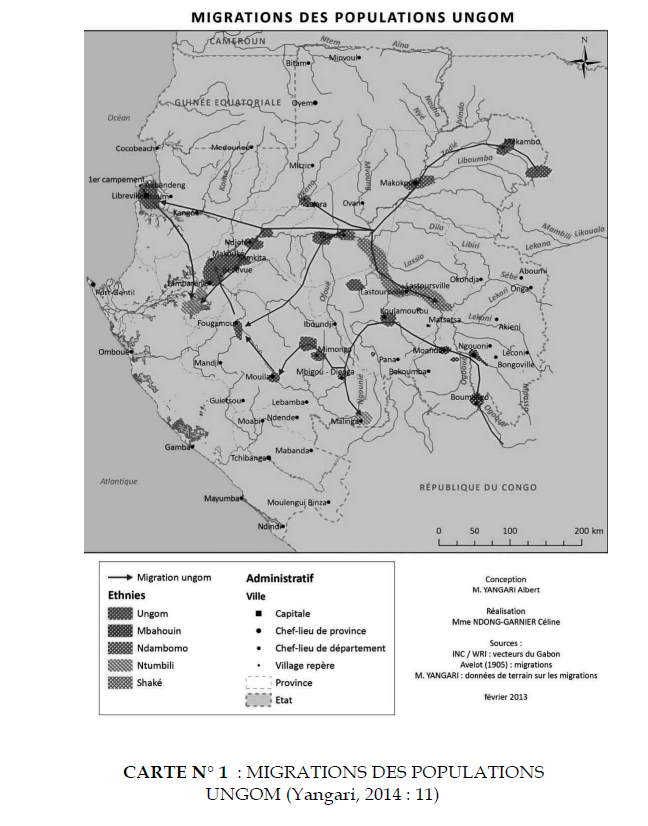
Migration des populations Ungom (Yangari 2011)

À partir de la littérature et des récits recueillis au sein de la communauté Ungom, Ngolet (1994) a montré que l’histoire de celle-ci a été marquée par trois grandes périodes, à savoir : la période pré-coloniale, la période de la traite et la période coloniale. La période pré-coloniale repose sur la tradition orale en ce sens qu’elle situe les origines du peuple Ungom dans le Sud-Ouest du Congo. Il s’agit d’une période marquée par des migrations et des exploits guerriers. Le peuple Ungom conserve un souvenir très présent - dans la vie même de tous les jours - de ce passé glorieux qui nourrit son sentiment de différence. La période de la traite, commence au XVe siècle avec l’arrivée des Portugais qui introduisent sur le continent en général et en Afrique centrale la traite négrière. Comme le souligne Ngolet (1994), la détention des êtres humains, que ce soit des femmes ou des esclaves, obtenus au cours des razzias et des rapts dans les peuples ou les lignages voisins, étaient chez les Ungom source de prestige et de puissance. Au XIXe siècle, grâce aux mouvements abolitionnistes et la répression de la traite des Noirs, les Ungom vont progressivement délaisser le commerce des esclaves pour la vente de marchandises européennes (étoffes, fusils, alcool, tabac, verroterie, cuivre et fer), faisant ainsi naître avec les peuples voisins engagés dans le même commerce, de sérieuses rivalités. L’arrivée des Seki, suivie des Ungom dans la région du Como est motivée par leur désir de contrôler le fleuve Como ainsi que le trafic des marchandises qui s’y déroule. Après avoir repoussé les Mpongwé hors du territoire du Como qu’ils occupaient jusque-là, les Séki et les Ungom vont, à leur tour, faire face à l’arrivée des Fang qui vont les repousser vers l’aval du fleuve Como (Merlet, 1990b : 33). Dans le même ordre d’idées, Ngolet (1994) écrit que les conflits d’intérêts entre les Ungom et les Fang ont conduit ces deux peuples à se mener une guerre sans merci pour le contrôle des zones stratégiques de commerce. Les esclaves et l’ivoire sont les deux principales marchandises et Lambaréné et ses environs constituent la grande plaque tournante du commerce pré-colonial (Merlet, 1990b : 47). Les Mpongwé, installés sur la rive gauche de l’Estuaire, s’approvisionnaient en esclaves dans le Bas-Ogooué. Les Ungom étaient de grands pourvoyeurs d’esclaves qu’ils se procuraient par des razzias. Ils attaquaient notamment les convois de la Traite pour razzier les esclaves qu’ils revendaient ensuite (Raponda-Walker, 1960 : 39-40). Selon Merlet (1990b : 47), les esclaves étaient acheminés vers la côte par deux routes, à savoir : vers le Cap-Lopez et le Fernan-Vaz par l’intermédiaire des Nkomi et des Orungu du Bas-Ogooué et de son delta ; vers l’Estuaire, par l’intermédiaire des Adjumba du lac Azingo, des Ungom de la vallée du Remboué et des Mpongwé du Gabon (c’est-à-dire de l’Estuaire). Dans un premier temps, les Fang commencent par se rapprocher stratégiquement des Ungom à qui ils demandent l’autorisation de construire leur village à proximité d’eux. Mais une fois qu’ils ont franchi la rivière Remboué, rien ne s’oppose plus à leur marche vers la mer (Trilles, 1912 : 72-73). La rivalité entre les Fang et les Ungom, notamment, va naître de la volonté des Fang de supprimer tous leurs intermédiaires habituels, c’est-à-dire les Ungom, les Séki et les Mpongwé. C’est durant l’époque coloniale que les Ungom vont perdre leur liberté économique au profit des sociétés concessionnaires ainsi que leur liberté politique, car ils sont désormais soumis aux décisions et redevances du gouvernement colonial. Dans les années 1900 et 1930, pour s’assurer le contrôle total des peuples sous son autorité, l’administration coloniale va procéder aux regroupements des villages le long des axes de communication (pistes, routes, cours d’eau). À l’instar des autres peuples colonisés, les Ungom se trouvèrent contraints de se regrouper en villages le long des principales voies d’accès. Ces regroupements vont se poursuivre jusque dans les années 1950, avec pour principale conséquence, un bouleversement de la structure sociale et politique du peuple Ungom. Aux trois grandes périodes (période pré coloniale, période de la traite et période coloniale) ayant marqué l’histoire des Ungom selon Ngolet (1994), il n’est pas sans intérêt de mentionner que Le Bomin et Mbot (2012) retiennent, quant à eux, quatre étapes qui ont marqué durablement l’histoire des Ungom et leurs voisins Babongo : 

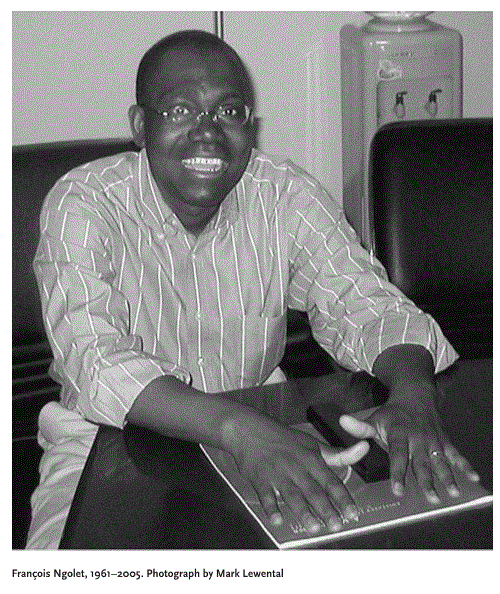
François Ngolet (1961 - 2005) est professeur assistant au Collège de Staten Island de la City University de New York. Cette recherche a été soutenue par une bourse PSC / CUNY offerte par la Research Foundation de la City University of New York

- La première période se situe avant l’administration militaire du Gabon (1914) et correspond à un ensemble de faits caractérisant les Ungom, à savoir : cohabitation avec les Babongo, rapts de femmes et d’enfants chez les populations voisines, trafic d’ivoire et de sel avec les populations côtières du sud-ouest du Gabon (celles venues de Mayumba notamment).

- La deuxième période est celle connue sous le nom de la grande famine. Elle correspond à la dispersion sur l’ensemble du territoire des Ungom et des Babongo à partir d’un épicentre (Koulamoutou pour certaines sources et Mimongo pour d’autres

sources).
- La troisième période est celle qui marque la fin de la grande famine et le redéploiement des Ungom et des Babongo sur les sites de leurs anciens habitats.

- La quatrième période est caractérisée par un véritable bouleversement territorial imposé par l’administration coloniale qui, en créant de nouveaux axes routiers, déstabilise tout l’habitat à base ethnique et crée des regroupements de villages.

## Personnalités
- Albert Yangari[2] : Ancien directeur de la publication du quotidien national L'Union créée en 1975, journaliste à la retraite, ancien ministre et anthropologue, il a à cœur la sauvegarde de la langue et de la culture Ungom.
- Vincent Mavoungou Boyou[20]
- Marc Aurélien Tonjoukoue[21]
- José Joseph Amiar Nganga[22]
- Gaston Legangouet[11]
- François Ngolet[23]
- Jean Robert Mabobe
- Sylvain Moutessayegoue
- Roger Valère Ayimabenwen
- Pierre Kessany
- Paul Ulrich Kessany Zategwa